# Батик (розпис)
Ба́тик (яван. batik) — це техніка розпису по тканині за допомогою воску та барвників, поширена особливо в Індонезії та на Філіппінах, а також у країнах Південно-Східної та Східної Азії, Західній Африці тощо; у Європі відома з XIX ст..
Слово батик через англійське посередництво походить з яванської мови, де утворене від amba («писати») + titik («крапка», «цятка») в перекладі означає «малюнок гарячим воском». За іншою версією — від протоавстронезійського кореня *beCík («татуювати»).

## Історичні дані
Хоча на художніх зображеннях з Індії і можна побачити одяг, малюнок якого нагадує розпис у техніці батика, ранніх зразків таких тканин не знайдено. Найдревніші зразки батику знайшли ще в Єгипті, які датуються V століттям до н. е.
У Китаї це мистецтво застосовувалось за часів династії Суй (710—794 рр).
Серед інших знахідок, які відносяться до глибокої старовини, — японські ширми періоду Нара (646—794). Вважається, що вони були розписані китайськими художниками, які емігрували в Японію. Саме за допомогою батику позначали соціальний статус. На початку XIX століття Міязакі Юзен створив свій власний стиль, використовуючи трафарети і фарбування захисною сумішшю.
Мистецтво батика дуже старовинне. Найбільш ранні згадки про використання барвників для тканини можна знайти у китайських текстах, що відносяться приблизно до 2500 р. до н.е.
Поняття «батик» вперше з‘являється в голландських текстах XVIII століття.
1835 року в голландському Лейдені була відкрита перша фабрика з виготовлення батику.
Після економічної кризи 1920-х років батик знов став ремеслом одиниць.
Існує три основних методи розпису тканини:
- вузликовий батик;
- «гарячий» батик;
- «холодний» батик.

## Матеріали батику
В різних країнах техніка батику,чи нанесення малюнку на тканину, має свої особливості, але в будь-якому випадку використовують воду і віск.
Найбільш розповсюдженні барвники китайського батику – індиго і відвар рослини сога — надають виробам шляхетну синє-коричневу гамму. Використовуються й інші природні фарби – наприклад, в яскраво червоні тони тканину фарбує відвар кори дерева менгкуду.
Частини тканини, покриті воском, не поглинають фарбу. Віск також поєднують з рисовим клейстером та глиною. Наносять їх вручну, з допомогою паперових конусоподібних пакетиків чи чайтінгу. Чайтінг — це малесенька посудина з довгим вузьким носиком. Чантінг — оригінальний пристрій для нанесення малюнку розтопленим воском на тканину. Зазвичай він мідний, з одним чи декількома вигнутими носиками, з бамбуковою чи дерев'яною ручкою. Віск в чайтинзі обов'язково повинен бути правильної консистенції, не надто густий, адже тоді з тканини буде доволі тяжко його вилучити, та не надто рідкий, щоб не розпливався на полотні.
Чантінг заміняє художниці пензель: вона бере його в одну руку і струєю, що витікає з носика посудини, малює на полотні. Як правило, віск наноситься на чисту тканину, без попереднього малюнку. Коли віск вже нанесений, полотно перевертають, та, слідкуючи за контурами малюнка через тканину, з іншої сторони покривають воском.

## Техніки батику

### Холодний батик
Холодний китайський батик характеризується чітко вираженим графічним малюнком.
В основі техніки холодного батику лежить принцип резервування, а саме покриття, яке не пропускає фарбу (воском, чи складом з воску, парафіну та вазеліну, чи парафіну, резинового клею і бензину) тих частин тканини, які мають залишитися незафарбованими і утворити візерунок.
Розпис методом холодний батик виконують з допомогою скляних трубочок, використовують резервну речовину .
Резерв завжди кімнатної температури, тому він і має назву — холодний.
Речовина вариться на водяній бані, на закритому вогні. В металічну чи скляну банку насипають порізаний парафін. Для того щоб він розплавився, на водяну баню ставлять невелику посудину з киплячою водою.
Коли парафін розплавиться в нього додають резиновий клей, віск,  вазелін, добре розмішують, а потім потрохи додають бензин.
Холодний батик передбачає три техніки виконання:
- «Класичний» — створюється методом наведення ліній, що обмежують закриті площини, в результаті чого виходить малюнок, який нагадує вітраж та розписується в одним шаром.
- «Багатошаровий» — створюється також за принципом вітражу, але при цьому використовується декілька накладених один на один шарів різного тону.
- «Незамкнена графіка» — розписується без використання замкнених площин. В цій техніці резервуюча лінія не закінчується, що дозволяє кольору перетікати один в інший.

Вибір фарби залежить від тканини. Анілінові барвники підходять для шовку, бавовни чи вовни. Вони добре змішуються між собою та мають багато відтінків.
Акрил підходить для бавовни та, на відмінну від анілінових барвників, можливий для використання на синтетиці чи тканинах з додаванням синтетики.

### Гарячий батик
При розпису гарячим батиком контури малюнка та окремі частини покриваються гарячим резервом. Звідси й назва — гарячий батик. Резервування тканини в гарячому батику є тимчасовим. По закінченню роботи резерв з тканини забирається.
Основною складовою резерву гарячого батику є парафін. Другою складовою є віск, а також вазелін. Співвідношення цих складових може змінюватися, збільшення в складі воску збільшує пластичність .
Всі речовини дрібно ріжуть, висипають в металічну посудину та розплавляють на закритому вогні.
Для розпису гарячим батиком використовують: пензлики, рейсфедери, лійки, штампи, батик-штифт .
Гарячий батик включає такі способи розпису:
- «Простий батик» — на тканину наносять візерунок чи малюнок гарячим резервом . Після охолодження резерву всю тканину з допомогою пензлика покривають фарбою чи опускають в посудину з фарбою.

- «Складний батик» — на тканині виконують декілька перекриттів резервом та фарбою. Кожне з цих перекриттів повторює розпис простим батиком. Після першого перекриття тканини резервом йому дають охолонути, потім незарезервовані частини покривають світлою фарбою, вона висихає, знову потрібні області резервують та покривають вільні частини фарбою більш темного кольору. І так, доки всі частини тканини не будуть зафарбовані. В кінці все потрібно покрити резервом та зняти з рами.

- «Робота від плями» — спочатку на тканину переносять плями різного кольору так, як на заздалегідь підготованому ескізі. В кінці всі незамальовані частини перекривають темним кольором відносно композиції. Потім всю роботу перекривають резервом, який пізніше знімають за допомогою праски та паперу.

### Вільний розпис
Вільний розпис використовується без використання резерву. Він схожий на акварельний живопис, відрізняється лише тим, що робота виконується на тканині, натягнутій на підрамник.
Вільний розпис потребує запарки, окрім розпису олійною фарбою. В подальшому такі картини не можна прати та потрібно оберігати від потрапляння води.
Відомо декілька способів вільного розпису:
- Розпис фарбами з використанням сольового розчину — тканину просочують розчином кухонної солі і після висихання розписують фарбами для холодного і гарячого батику, або розчин солі вводять в фарбу і нею розписують. Сіль обмежує розтікання фарби на тканині і дає можливість виконувати малюнки вільними мазками.
- Розпис фарбою з загущенням з резерву — при цьому розписі фарби загущують резервом для холодного батику.

- Розпис фарбами для друку — для цього методу використовують фарби для друкування на тканині і барвники різних класів: активні, прямі, кислотні тощо. Розпис виконується колонковими пензлями, малюнки будь-якої складності — вільними мазками, без обмеження кількістю кольорів. Можна змішувати фарби одного класу між собою, розширюючи кольорову гаму.
- Розпис аппретованими загусками – для цього розпису використовують прості тканини або натуральний шовк. Для своєрідного резерву використовують аппрет. Пензлі можуть бути різноманітними.
- Розпис олійними фарбами — для барвників використовують олійну фарбу. Перед розписом необхідно обезжирити олійні фарби. Розписують пензликами з щетини чи прямими пензлями. Тканини для цього виду може бути будь-яка.

### Вузловий батик
Вузловий батик — це фарбування тканини, не розпис. Однак, звичайні тканини фарбуються одним кольором, в той час як вузловий, за рахунок перев'язування окремих частин тканини вузликами, передбачає використання декількох кольорів. Суть в тому що тканину складають по раніше розробленій схемі та перев'язують нитками декілька разів. Після цього на тканину наносять барвник по технології гладкого фарбування та опускають у киплячу фарбу розмішану з водою.
Потім тканину розв'язують, промивають водою. При цьому можна отримати різні цікаві візерунки: під нитками, якими була зв'язана тканина барвники не проходять а на інших частинах тканина рівномірно зафарбовується.
Важливо затягувати нитки дуже туго, щоб фарба не мала можливості потрапити на зав'язані частини тканини, та утворила красиві візерунки.

## Технологічна послідовність виготовлення батику

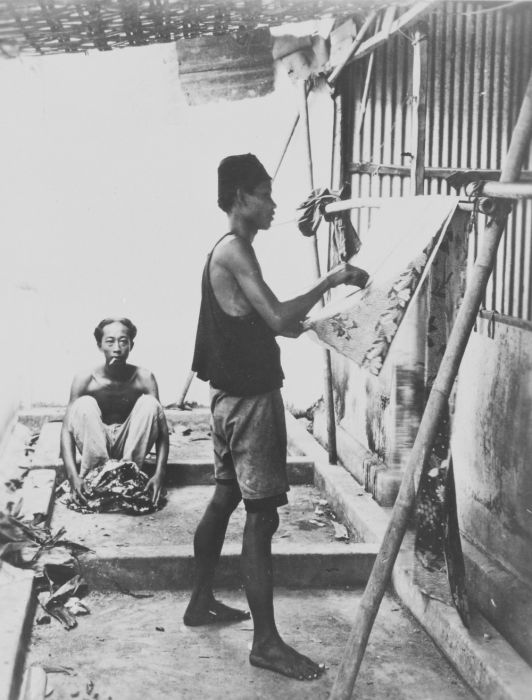
Створення малюнка, фото 1918 р.

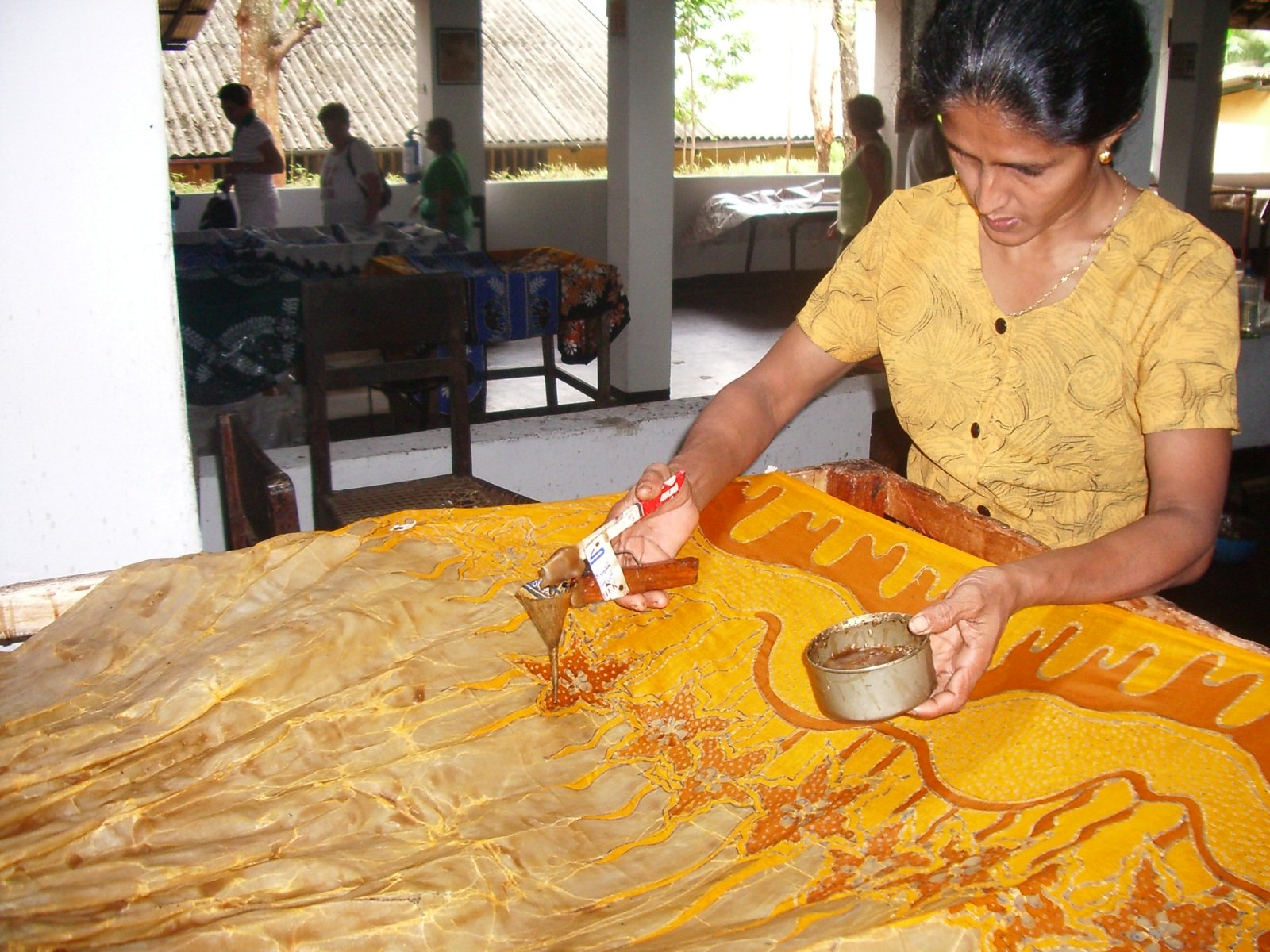
Сучасна майстриня, фото 2006 р.

Послідовність виконання розпису:
1. Підготовка ескізу — робимо ескіз майбутнього малюнка, бажаної величини на папері. Для того, щоб зручніше перенести малюнок на тканину, обводимо його темним маркером або олівцем.
2. Натягування тканини — ту частину шовкової шалі, де буде виконано розпис, фіксуємо п'яльцями. Натягувати тканину для розпису можна різними способами. Якщо елемент декору невеликий, можна використати звичайні п'яльця. Взагалі, існують спеціальні рами, які регулюються на будь-який розмір тканини під розпис. Тканину фіксують за допомогою гачків, які входять в комплект із рамою. Можна закріпити її кнопками до звичайної дерев'яної рами. Важливо, щоб тканина була добре натягнута (наче барабан).
3. Перенесення ескізу на тканину — щоб перенести малюнок на тканину підкладаємо ескіз під неї та акуратно обводимо його контури прозорим контуром-резервом. Натискати тюбик з резервом, потрібно обережно. Слідкувати, щоб лінії були суцільними, а елементи малюнку замкнуті.
4. Розфарбовування малюнку — визначившись з кольорами і дочекавшись висихання контуру-резерву (прискорити цей процес допоможе фен), починаємо розфарбовувати малюнок. Пам'ятайте, що набирати фарбу потрібно сухим пензлем, оскільки фарба на водній основі. Тримайте біля себе серветку для видалення з пензля зайвої вологи. Щоб отримати плавні переходи та переливи кольору, потрібно ту ділянку змочити водою. Тоді на вологу тканину нанести спочатку світлий колір фарби, а потім темніший. Не потрібно поспішати, щоб не пошкодити малюнок. Краще зайвий раз помилуватися власним творінням. Готовий малюнок залишаємо сохнути на шість годин.
5. Оздоблення — при бажанні оздобити можна універсальними контурами, які нададуть вашому малюнку виразності, святковості та неповторності;
6. Закріплення — коли малюнок висохне, знімаємо його з рами і з виворотної сторони починаємо фіксувати праскою в режимі «шовк» протягом трьох (3) хв. Після закріплення тканину полощемо у прохолодній воді, щоб видалити прозорий контур-резерв. Після цього Ви можна прати виріб при температурі не вище 40 °C.

## Вироби з батику. Візитівка Індонезії

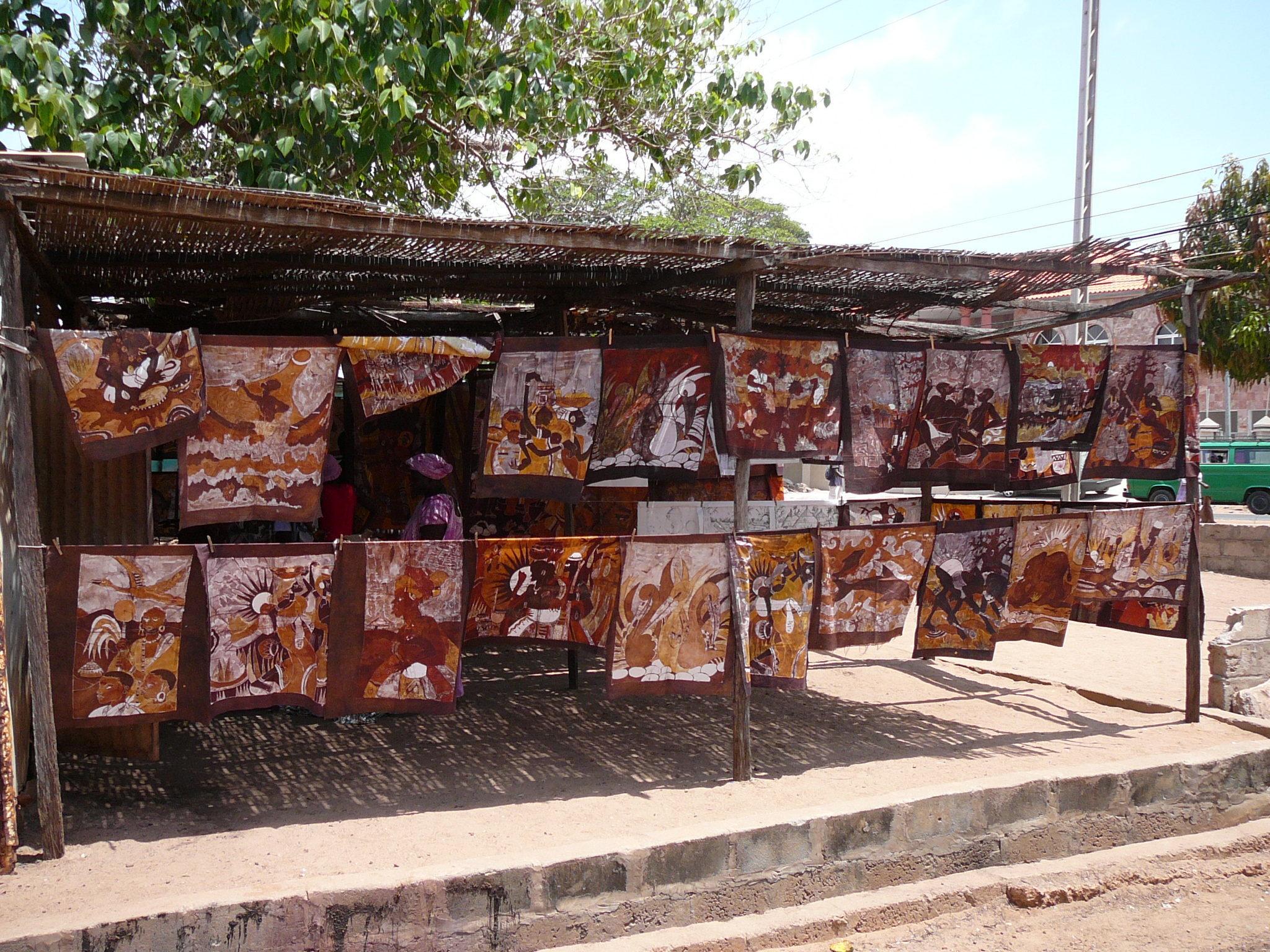
Сільська крамничка з батиком ручного розпису.

Перш за все батик використовують для створення одягу, як повсякденного, так і новомодного чи святкового. Колись на створення одягу з батику в Індонезії впливали місцеві традиції чи релігійні настанови. Тобто, різні місцевості мали притаманні лише їм традиції створення малюнків, використання фарб чи домінуючих тем і мотивів.
На півночі узбережжя острова Ява використовували яскраві фарби з зображеннями рослин та тварин. Народи центральних районів того ж острова надавали перевагу геометричним візерункам та спокійним фарбам. Дослідники нарахували близько 3 000 зразків різних візерунків батику на Яві. Селенданг — це назва традиційного, жіночого одягу з батика. Це водночас і шаль, і кошик з текстилю. В спеку селенданг використовують для захисту очей та голови від сонячних променів. Їдучи з ринку, в селенданг загортали продукти чи навіть малих дітей.
Другий тип розповсюдженого тут одягу з батику — саронг (найближчий аналог до саронга в європейському одязі — спідниця). Саронг носять як жінки, так і чоловіки, бо він не заважає ходити і не перешкоджає вентиляції в тропіках.
Але батик — це не тільки одяг. Це і скатертини, і завіси, і драперія для інтер'єрів, і текстильні картини — візерункові, умовно портретні, сюжетні. Батик став своєрідною візитівкою Індонезії.
Батик давно перетнув кордони країн Азії і почав брати в полон митців різних країн, надихаючи на створення оригінальних і неповторних композицій. Батик — частий гість на різних мистецьких виставках.
ЮНЕСКО віднесло батик з Індонезії (як тип мистецтва) до «Шедеврів неписьмового та нематеріального культурного спадку».

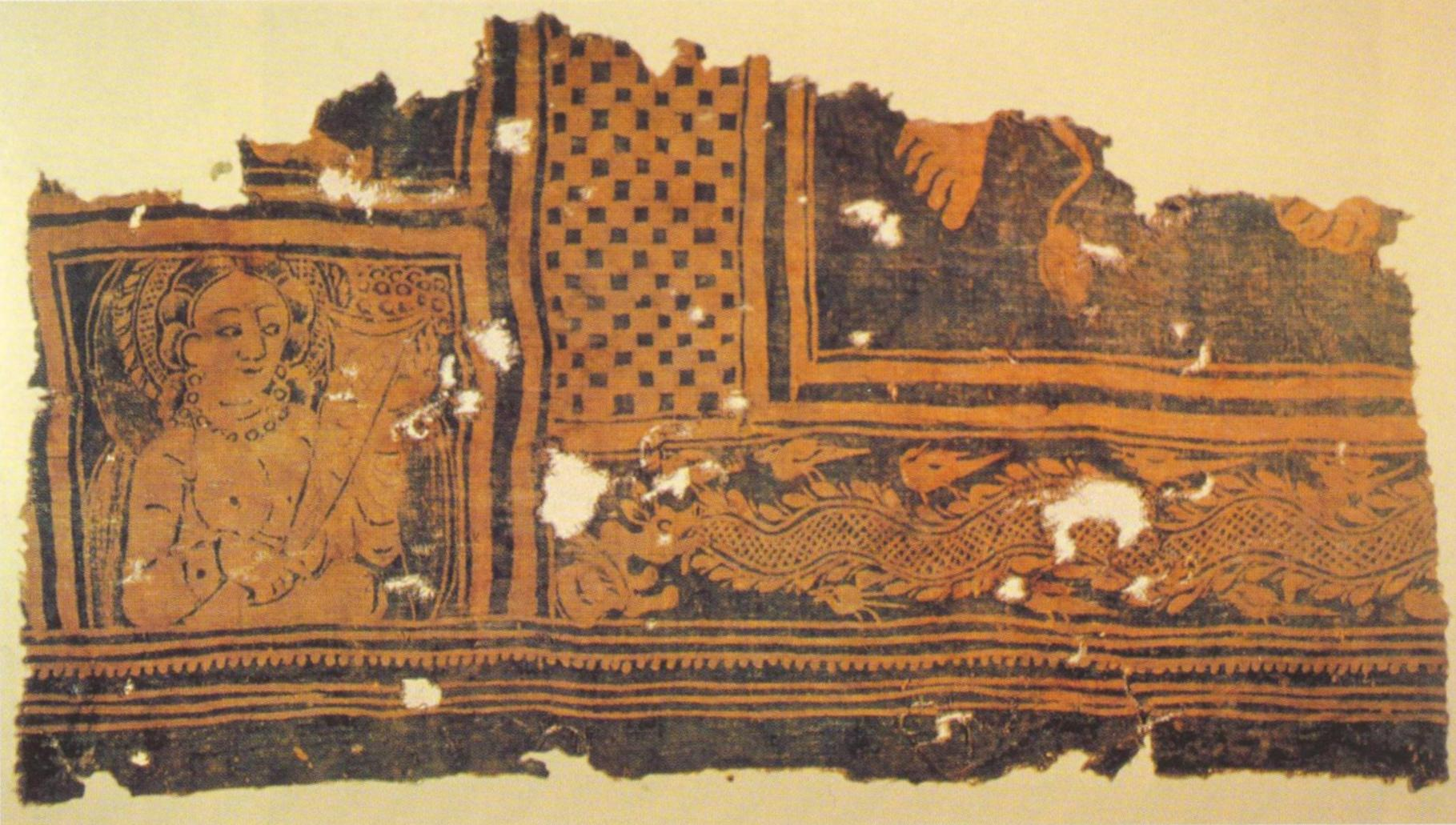
Залишок старовинного батика з Китаю.
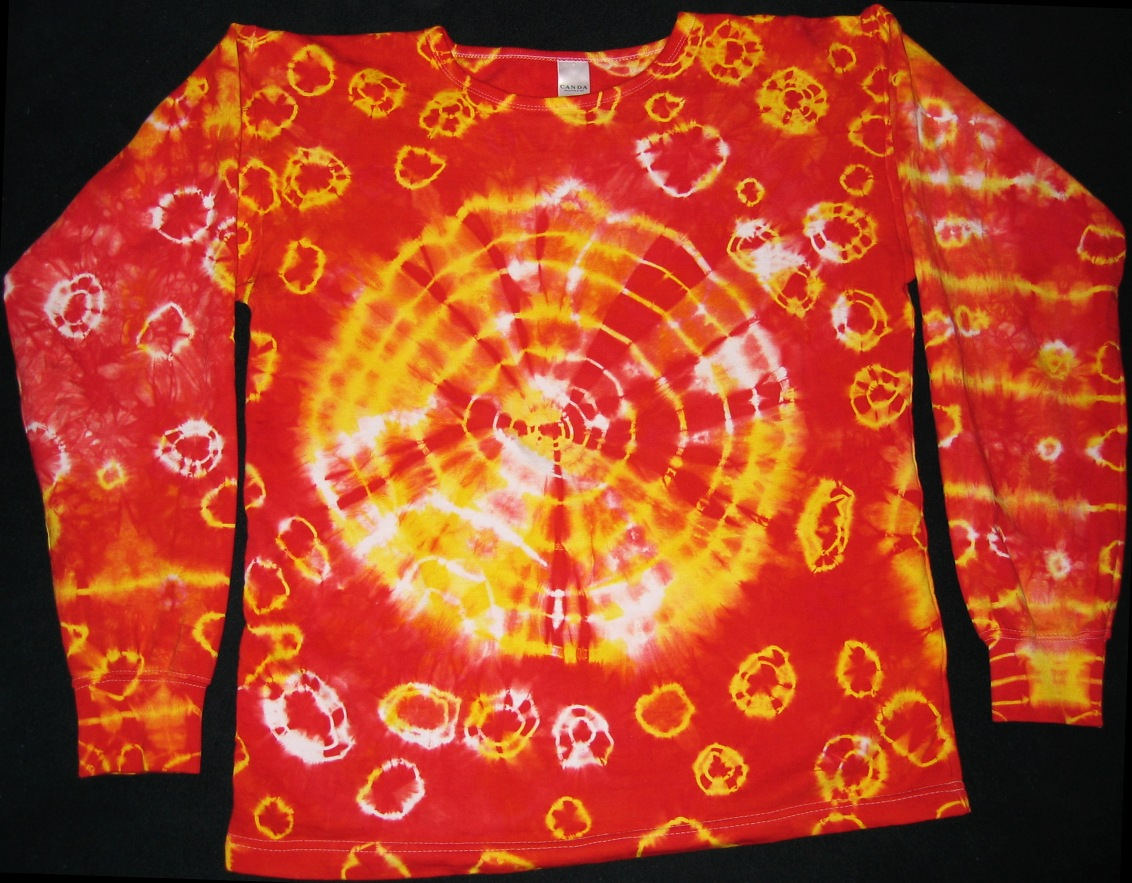
Зразок сучасного одягу
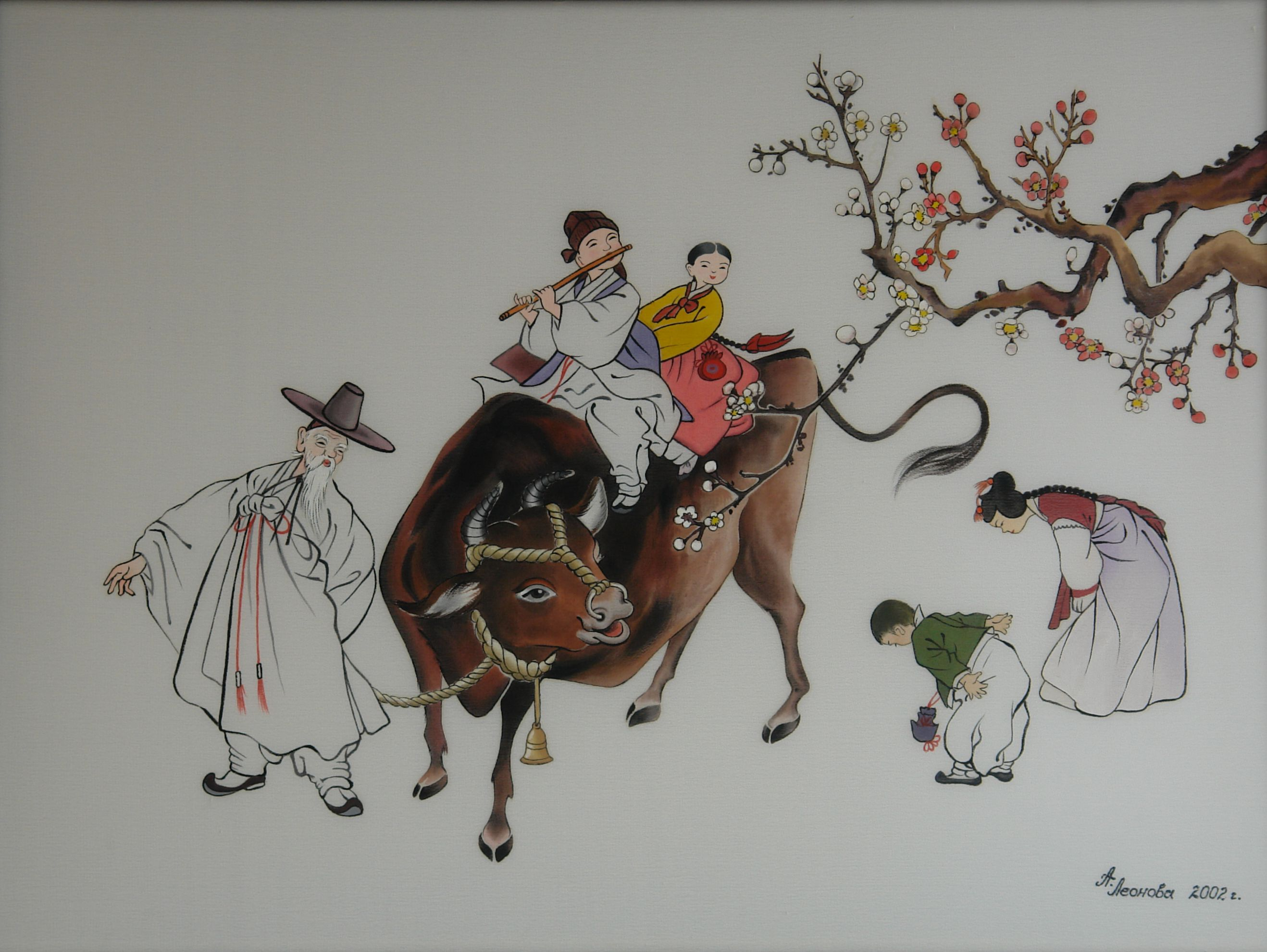
Майстриня Олена Леонова, Україна.«Подорожні на Далекому Сході», 2002 р.

## Джерела

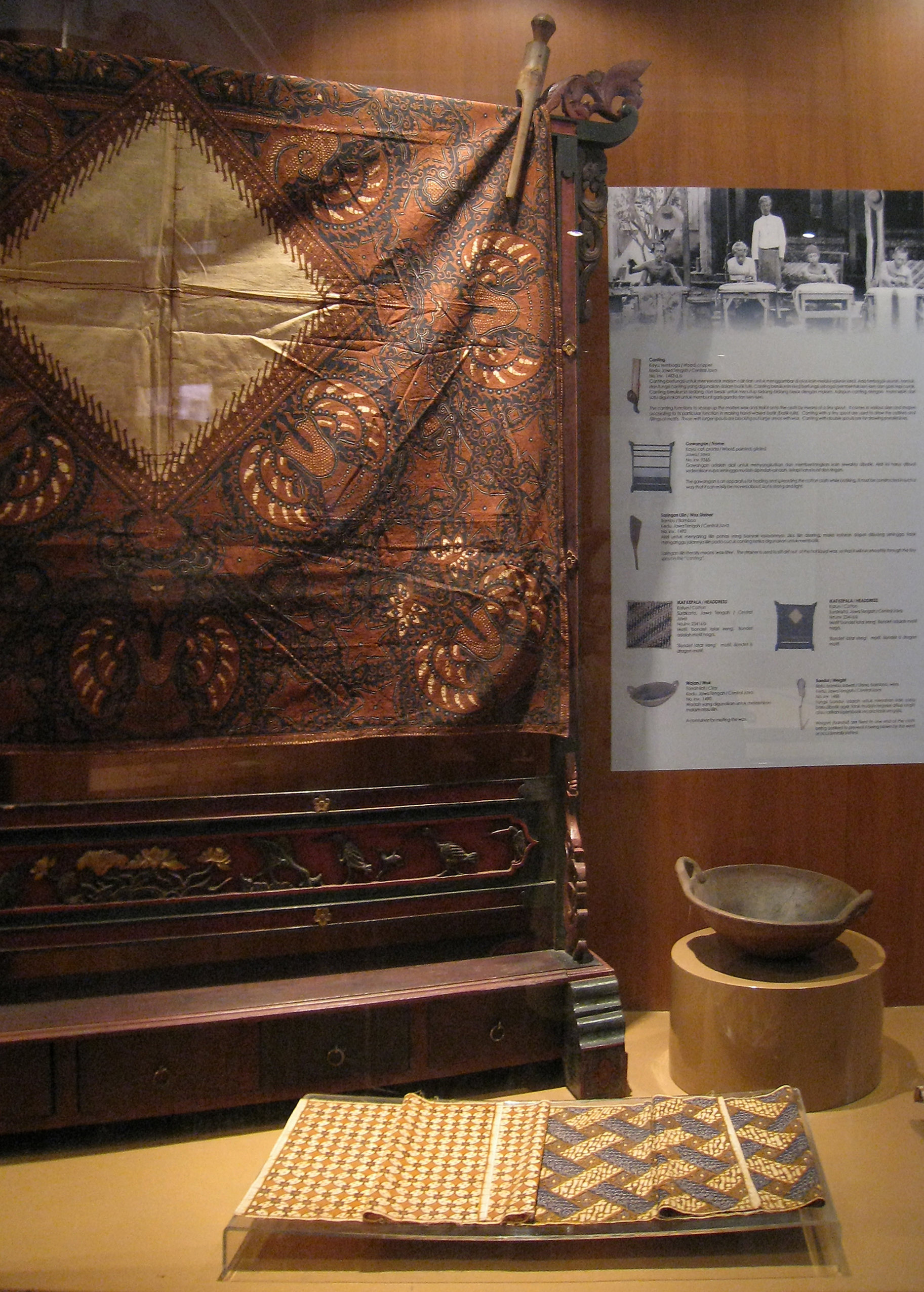
Батик з Індонезії. Сучасна композиція.